# آلفونسوی پنجم، پادشاه آراگون
آلفونسوی پنجم ملقب به بزرگ (به کاتالان: Alfons el Magnànim) (۱۳۹۶ – ۲۷ ژوئن ۱۴۵۸) پادشاه آراگون و پادشاه سیسیل (به عنوان آلفونسو پنجم) و فرمانروای تاج آراگون از ۱۴۱۶ و پادشاه ناپل (به عنوان آلفونسو اول) از سال ۱۴۴۲ تا زمان مرگش بود. او درگیر مبارزاتی برای رسیدن به تاج و تخت پادشاهی ناپل با لوئی سوم از آنژو، جوانا دوم از ناپل و حامیان آنها بود، اما در نهایت شکست خورد و ناپل را در سال ۱۴۲۴ از دست داد. او در سال ۱۴۴۲ آن را بازپس گرفت و به عنوان پادشاه ناپل تاجگذاری کرد. او روابط خوبی با واسال خود استیپان کوساچا و متحدش اسکندربیگ داشت و در مبارزات آنها در بالکان کمک می‌کرد. او ارتباطات دیپلماتیک با امپراتوری اتیوپی را رهبری کرد و یک شخصیت سیاسی برجسته در اوایل رنسانس و از حامیان ادبیات و همچنین سفارش ساخت چندین ساختمان جدید برای قلعه ماسکیو آنجوینو بود.